# Melvin George Talbert

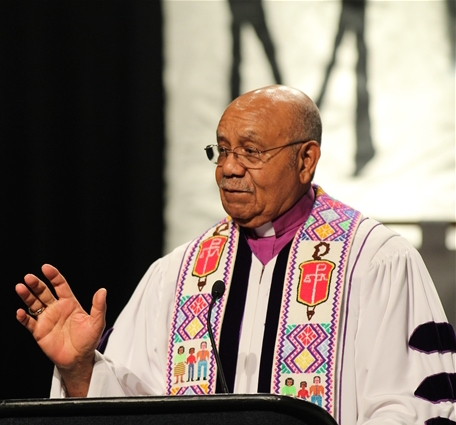
Melvin George Talbert, 2015

Melvin George Talbert (* 14. Juni 1934 in Clinton, Louisiana; † 3. August 2023) war ein US-amerikanischer methodistischer Bischof.

## Leben
Talbert studierte an der Southern University in Baton Rouge Theologie. Er wurde 1980 zum Bischof der United Methodist Church gewählt und verblieb in diesem Amt bis zum 31. August 2000. Von 1996 bis 1999 war Talbert Präsident der National Council of Churches. Er leitete am 26. Oktober 2013 einen Segnungsgottesdienst für ein gleichgeschlechtliches Paar in der Covenant Community United Church of Christ in Center Point, Alabama. Talbert war verheiratet.